# 아유카와 슌
아유카와 슌(일본어: 鮎川 峻, 2001년 9월 15일~)는 일본의 축구 선수이다.

## 구단 경력
2020년 J1리그의 산프레체 히로시마에 입단하였다. 2023년 J2리그의 오이타 트리니타로 이적했다.

## 국가대표팀 경력
그는 2022년 아시안 게임에 참가할 일본 U-23 국가대표팀에 발탁되었으며, 준우승에 기여했다.